# Cariacothrix caudata
Cariacothrix, Cariacotrichidae, Cariacotrichida, Cariacotrichea
Classe
Ordre
Famille
Genre
Espèce
Cariacothrix caudata est une espèce de Ciliés, la seule du genre Cariacothrix, de la famille des Cariacotrichidae, de l'ordre des Cariacotrichida et de la classe des Cariacotrichea.

## Systématique
Le nom valide de cette espèce est Cariacothrix caudata Orsi, Edgcomb, Faria, Foissner, Fowle, Hohmann, Suarez, Taylor, Taylor, Vd'acny & Epstein, 2012.

## Publication originale
- (en) William Orsi, Virginia P. Edgcomb, Jose Faria, Wilhelm Foissner, William H Fowle, Tine Hohmann, Paula Suarez, Craig Taylor, Gordon T Taylor, Peter Vd'acný et Slava S Epstein, « Class Cariacotrichea, a novel ciliate taxon from the anoxic Cariaco Basin, Venezuela », International Journal of Systematic and Evolutionary Microbiology, Society for General Microbiology (d), vol. 62, no 6,‎ 12 août 2011, p. 1425-1433 (ISSN 1466-5026 et 1466-5034, OCLC 807119723, PMID 21841005, DOI 10.1099/IJS.0.034710-0).